# Edward Azzopardi
Edward Azzopardi (13 dicembre 1977) è un ex calciatore maltese, di ruolo difensore.

## Carriera

### Nazionale
Ha collezionato cinque presenze con la propria Nazionale.